# Saison 1 de Gossip Girl
Chronologie
Saison 2
Cet article présente la première saison de la série télévisée Gossip Girl.

## Distribution

### Acteurs principaux
- Blake Lively (VF : Élisabeth Ventura) : Serena Van Der Woodsen alias S.
- Leighton Meester (VF : Laëtitia Godès) : Blair Waldorf alias B.
- Penn Badgley (VF : Anatole de Bodinat) : Dan Humphrey alias D., le « Garçon solitaire » ou « Humphrey »
- Taylor Momsen (VF : Camille Donda) : Jenny Humphrey alias J. ou « Petite Jenny »
- Chace Crawford (VF : Rémi Bichet) : Nathaniel « Nate » Archibald alias N.
- Ed Westwick (VF : Nessym Guetat) : Charles « Chuck » Bass alias C.
- Kelly Rutherford (VF : Céline Duhamel) : Lilian « Lily » Van Der Woodsen
- Matthew Settle (VF : Emmanuel Gradi) : Rufus Humphrey
- Jessica Szohr (VF : Laëtitia Laburthe) : Vanessa Abrams alias V. (dès l'épisode 6)
- Kristen Bell (VF : Chloé Berthier) : Gossip Girl (voix off)

### Acteurs récurrents et invités
- Zuzanna Szadkowski (VF : Dorothée Jemma) : Dorotha, gouvernante des Waldorf et confidente de Blair (13 épisodes)
- Connor Paolo (VF : Gwenaël Sommier) : Eric Van Der Woodsen alias E. (12 épisodes)
- Sam Robards (VF : Bernard Lanneau) : Howard Archibald, père de Nate et époux de Anne (8 épisodes)
- Margaret Colin (VF : Annie Sinigalia) : Eleanor Waldorf Rose, mère de Blair, épouse de Cyrus Rose (et ex de Harold) (7 épisodes)
- Nicole Fiscella (VF : Sarah Marot) : Isabel Coates
- Nan Zhang (VF : Jessica Barrier) : Kati Farkas
- Francie Swift (VF : Catherine Cyler) : Anne Archibald, mère de Nate et ex-femme d'Howard (épisodes 6 à 9)
- Robert John Burke (VF : Guillaume Orsat) : Bart Bass
- Amanda Setton (VF : Marie Giraudon) : Penelope Shafai
- Dreama Walker (VF : Pamela Ravassard) : Hazel Williams
- Yin Chang (VF : Anouck Hautbois) : Nelly Yuki
- Susan Misner : Alison Humphrey
- John Shea (VF : Michel Papineschi) : Harold Waldorf, père de Blair (épisodes 9 et 11)
- Michelle Trachtenberg (VF : Chantal Macé) : Georgina Sparks (dès l'épisode 15)
- Ella Rubin (VF : Mathilda Dieutre) : Pippa Sykes

## Liste des épisodes

### Épisode 1:S.: Le Grand Retour
- États-Unis : 19 septembre 2007 sur The CW
- France : 6 septembre 2008 sur TF1
- Québec : 26 mai 2009 sur VRAK.TV

- États-Unis : 3,50 millions de téléspectateurs[1] (première diffusion)

### Épisode 2:N. & B.: Un pas en avant, deux pas en arrière
- États-Unis : 26 septembre 2007 sur The CW
- France : 13 septembre 2008 sur TF1
- Québec : 2 juin 2009

- États-Unis : 2,48 millions de téléspectateurs[2] (première diffusion)

### Épisode 3: S. & B.:La Guerre des nerfs
- États-Unis : 3 octobre 2007 sur The CW
- France : 20 septembre 2008 sur TF1
- Québec : 9 juin 2009

- États-Unis : 2,75 millions de téléspectateurs[3] (première diffusion)

### Épisode 4:B.: Victime de la mode
- États-Unis : 10 octobre 2007 sur The CW
- France : 27 septembre 2008 sur TF1
- Québec : 16 juin 2009

- États-Unis : 2,80 millions de téléspectateurs[4] (première diffusion)

Le titre original de l'épisode fait référence au film La Chouette Équipe (1976) (The Bad News Bears).

### Épisode 5:B. & J.: Action ou vérité?
- États-Unis : 17 octobre 2007 sur The CW
- France : 4 octobre 2008 sur TF1
- Québec : 23 juin 2009

- États-Unis : 2,41 millions de téléspectateurs[5] (première diffusion)

Dan élabore un plan pour impressionner Serena pour leur premier rendez-vous. La même nuit, Jenny est invitée à la soirée pyjama de Blair et se retrouve embarquée dans le jeu « action ou vérité ».
Le titre original de l'épisode fait référence au film Daredevil de 2003.

### Épisode 6:Gare aux loups… N.!
- États-Unis : 24 octobre 2007 sur The CW
- France : 4 octobre 2008 sur TF1
- Québec : 30 juin 2009

- États-Unis : 2,54 millions de téléspectateurs[6] (première diffusion)

Le titre orignal de l'épisode fait référence au livre La servante écarlate (1985) (The Handmaid's Tale).

### Épisode 7:S. & B.: Qui sautera le pas?
- États-Unis : 7 novembre 2007 sur The CW
- France : 11 octobre 2008 sur TF1
- Québec : 7 juillet 2009

- États-Unis : 2,52 millions de téléspectateurs[7] (première diffusion)

### Épisode 8:Joyeux anniversaire, B.
- États-Unis : 14 novembre 2007 sur The CW
- France : 11 octobre 2008 sur TF1
- Québec : 14 juillet 2009

- États-Unis : 2,95 millions de téléspectateurs[8] (première diffusion)

### Épisode 9:Gossip Girl fait relâche
- États-Unis : 28 novembre 2007 sur The CW
- France : 18 octobre 2008 sur TF1
- Québec : 21 juillet 2009

- États-Unis : 2,93 millions de téléspectateurs[9] (première diffusion)

### Épisode 10: S.:Qui mène la danse?
- États-Unis : 5 décembre 2007 sur The CW
- France : 18 octobre 2008 sur TF1
- Québec : 28 juillet 2009

- États-Unis : 2,44 millions de téléspectateurs[10] (première diffusion)

Le titre original de l'épisode fait référence au film Haute Société (1956) (High Society).

### Épisode 11:S. & B.: Noël à Manhattan
- États-Unis : 19 décembre 2007 sur The CW
- France : 25 octobre 2008 sur TF1
- Québec : 4 août 2009

- États-Unis : 1,81 million de téléspectateurs[11] (première diffusion)

Le titre original de l'épisode fait référence au film Vacances romaines (1953) (Roman Holiday).

### Épisode 12:Jette-toi à l'eau, D.!
- États-Unis : 2 janvier 2008 sur The CW
- France : 25 octobre 2008 sur TF1
- Québec : 11 août 2009

- États-Unis : 2,19 millions de téléspectateurs[12] (première diffusion)

Le titre original de l'épisode fait référence au film La Différence (1992) (School Ties).

### Épisode 13:N. & C. dans de beaux draps
- États-Unis : 9 janvier 2008 sur The CW
- France : 1er novembre 2008 sur TF1
- Québec : 18 août 2009

- États-Unis : 2,27 millions de téléspectateurs[13] (première diffusion)

### Épisode 14:B. contre J.
- États-Unis : 21 avril 2008 sur The CW
- France : 1er novembre 2008 sur TF1
- Québec : 25 août 2009

- États-Unis : 2,50 millions de téléspectateurs[14] (première diffusion)

Le titre original de l'épisode fait référence au film Le Projet Blair Witch (1999) (The Blair Witch Project).

### Épisode 15:Quand S. rencontre G…
- États-Unis : 28 avril 2008 sur The CW
- France : 8 novembre 2008 sur TF1
- Québec : 1er septembre 2009

- États-Unis : 2,53 millions de téléspectateurs[15] (première diffusion)

### Épisode 16:B ou la revanche d'une brune
- États-Unis : 5 mai 2008 sur The CW
- France : 8 novembre 2008 sur TF1
- Québec : 8 septembre 2009

- États-Unis : 2,12 millions de téléspectateurs[16] (première diffusion)

Le titre original de l'épisode fait référence au film Tout sur ma mère (1999) (All About My Mother).

### Épisode 17:S & G: sur le ring
- États-Unis : 12 mai 2008 sur The CW
- France : 15 novembre 2008 sur TF1
- Québec : 15 septembre 2009

- États-Unis : 2,71 millions de téléspectateurs[17] (première diffusion)

- Le titre original de l'épisode fait référence au titre anglais du film de 1988 Femmes au bord de la crise de nerfs, Women on the Verge of a Nervous Breakdown.
- Taylor Momsen qui joue le rôle de Jenny Humphrey est absente de l'épisode, mais elle est tout de même créditée.

### Épisode 18:S dit tout
- États-Unis : 19 mai 2008 sur The CW
- France : 15 novembre 2008 sur TF1
- Québec : 22 septembre 2009

- États-Unis : 3,00 millions de téléspectateurs[18] (première diffusion)